# Pier Giuliano Tiddia

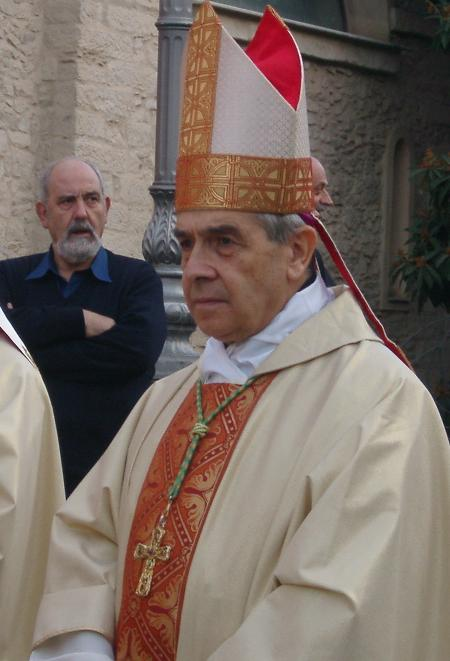
Erzbischof Pier Giuliano Tiddia (2006)

Pier Giuliano Tiddia (* 13. Juni 1929 in Cagliari) ist ein italienischer Geistlicher und emeritierter römisch-katholischer Erzbischof von Oristano. 

## Leben
Pier Giuliano Tiddia empfing am 16. Dezember 1951 die Priesterweihe für das Erzbistum Cagliari.
Papst Paul VI. ernannte ihn am 24. Dezember 1974 zum Weihbischof in Cagliari und Titularbischof von Minturnae. Der Kardinalpräfekt der Kongregation für die Bischöfe, Sebastiano Baggio, spendete ihm am 2. Februar des nächsten Jahres die Bischofsweihe; Mitkonsekratoren waren Giuseppe Bonfigioli, Erzbischof von Cagliari, und Paolo Carta, Erzbischof von Sassari.
Papst Johannes Paul II. ernannte ihn am 30. November 1985 zum Erzbischof von Oristano. Am 22. April 2006 nahm Papst Benedikt XVI. seinen altersbedingten Rücktritt an.